# Fréquence respiratoire
Pour les articles homonymes, voir fréquence (homonymie).
La fréquence respiratoire est le nombre de cycles respiratoires (inspiration et expiration) par unité de temps, mesurés chez un individu.
C'est un signe vital, au même titre que le pouls ou la pression artérielle, et une anomalie de la fréquence respiratoire peut être un signe avant coureur d'insuffisance respiratoire, de dépression respiratoire ou une adaptation de l'organisme face à une situation donnée, par exemple l'exercice physique (sport) ou une émotion vive.
La fréquence respiratoire normale est, selon l'âge, de :
- la fréquence respiratoire d'un enfant varie en fonction de son sexe, son âge, son poids et sa taille
- 12 à 20 cycles par minute chez l'adulte et l'adolescent de plus de 12 ans.

Pendant le sommeil lent, la fréquence respiratoire diminue. Elle est plus irrégulière pendant le sommeil paradoxal.